# Hypericum ovalifolium
Hypericum ovalifolium är en johannesörtsväxtart. Hypericum ovalifolium ingår i släktet johannesörter, och familjen johannesörtsväxter.

## Underarter
Arten delas in i följande underarter:
- H. o. hisauchii
- H. o. ovalifolium